# Рейд на Малагу (1656)
Рейд на Малагу (бомбардировка Малаги) в рамках Англо-испанской войны 1654—1660 годов был проведён 21 июля 1656 года пятью английскими фрегатами.
Пять английских фрегатов появились в Малагской бухте утром 21 июля. В 13:00 фрегаты приблизились к Малагскому порту и атаковали генуэзскую и сицилийскую галеры, которые, заметив англичан, попытались скрыться. Сицилийской галере это удалось, при этом было убито два человека и ранен капитан. Генуэзская галера не сумела покинуть порт и была сожжена вместе с другими судами в порту.
Затем фрегаты начали четырёхчасовой обстрел Малаги и её бастионов и нанесли существенные повреждения Малагскому собору. Не встретив серьёзного сопротивления, англичане высадились на берег и утопили в море значительную часть боеприпасов, хранившихся в городе. Было убито не менее 14 человек, многие получили ранения. Большая часть населения бежала из города.